# Musée maritime de l'Atlantique de Halifax
Le Musée maritime de l'Atlantique est un musée situé à Halifax, au Canada. Il fait partie du groupement des Musée de la Nouvelle-Écosse et demeure le plus ancien et le plus grand musée maritime au Canada, disposant d'une collection de plus de 30 000 objets, dont 70 petites embarcations et un bateau à vapeur, le CSS Acadia, un navire hydrographique à vapeur de 180 pieds construit en 1913.

## Historique
Le musée, fondé en 1948, s'appelait auparavant le Musée maritime du Canada et était situé à la Base des Forces canadiennes Halifax. Plusieurs officiers de la marine ont présidé bénévolement le musée jusqu'en 1959, date à laquelle Niels Jannasch a été embauché en tant que directeur du musée jusqu'en 1985. Il a été déplacé à plusieurs endroits au cours des trois décennies suivantes, avant que son bâtiment actuel ne soit construit en 1981 dans le cadre du programme de réaménagement du front de mer. Le musée, conservant le CSS Acadia depuis 1982, fait aujourd'hui partie du système des musées de la Nouvelle-Écosse.

## Emplacement
Le musée a été l’une des premières attractions à ouvrir sur le front de mer réaménagé de Halifax. Son emplacement offre au musée plusieurs jetées et abris à bateaux, ainsi qu'une vue stratégique du port de Halifax, regardant vers le large, en direction du bureau de l'officier de port, de l'île Georges et de Dartmouth. Parmi ses installations, est exposé le shipchandler Robertson Store datant des années 1880, ainsi que des galeries d’expositions modernes de l’aile Devonian (le bâtiment moderne du musée). Le NCSM Sackville, une corvette de la Seconde Guerre mondiale est amarré à côté du musée pendant les mois d’été, mais ne lui appartient pas et n’est pas administré par celui-ci.

## Collections
Outre plus de 30 000 objets, le musée dispose également d'une collection de 30 000 photographies ainsi que d'une vaste collection de cartes et de livres rares. Une bibliothèque de référence, ouverte au public, porte le nom du directeur fondateur du musée, la bibliothèque Niels Jannasch. Le musée possède la plus grande collection de portraits de navires au Canada, y compris le plus ancien, ainsi qu'une vaste collection de modèles miniatures de navires, y compris les modèles de production originaux de l'émission de télévision Theodore Tugboat. En cours de restauration, un sloop de classe C de 1937 est stationné dans l'un des hangars à bateaux du quai derrière le musée. Outre ce projet de restauration en cours, les hangars à bateaux abritent une partie de la collection de petites pièces d'artisanat du musée. Pendant les mois d’été, trois bateaux de la collection des petites embarcations en activité se trouvent amarrés à côté du CSS Acadia. En juillet 2017, le musée a également achevé la restauration de la petite goélette Hebridee II.

## Expositions

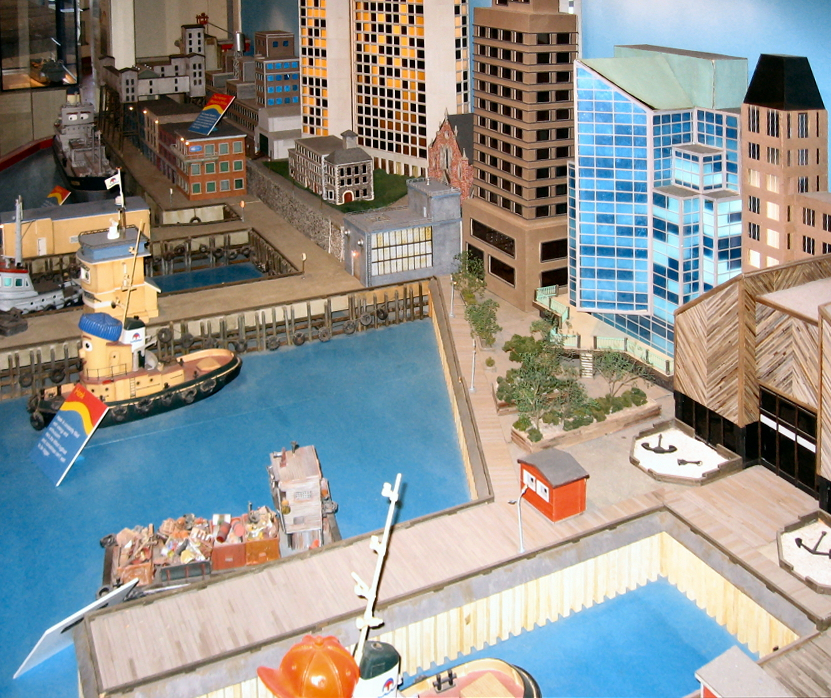
Une maquette présentée dans le musée

Les galeries publiques proposent des expositions sur la voile, l'âge de la vapeur, les petites embarcations, la marine canadienne, l'explosion d'Halifax et les naufrages. Une exposition permanente permanente explore le naufrage du Titanic, en insistant sur le lien qui existe entre la Nouvelle-Écosse et la récupération des corps des victimes du bateau. Il possède la plus importante collection d'objets en bois du Titanic au monde, notamment l'un des rares transats encore existants. L'exposition Titanic comprend également une paire de chaussures qui a permis d'identifier « l'enfant inconnu » du Titanic comme étant Sidney Leslie Goodwin.
L'exposition suivante, « Trésors d'épaves de la Nouvelle-Écosse » explore les nombreuses autres épaves au large de la côte néo-écossaise, notamment des découvertes archéologiques d'épaves dans le port de Louisbourg et une goélette des années 1750 à Lower Prospect, en Nouvelle-Écosse. Les résultats d'une chasse au trésor sont également présentées dans une section sur les épaves au Cap-Breton, qui présente des armes, des instruments, de l'or et de l'argent provenant de bateaux que le HMS Feversham (1711), l'épave de la flûte militaire Chameau (1725) et l'épave du navire Auguste (1761).
La galerie Age of Steam comprend une exposition spéciale sur Samuel Cunard, le Néo-Écossais fondateur de la Cunard Line. Le bâtiment Robertson restauré datant des années 1880 comprend le shipchandler entièrement restauré, doté de cornes de brume, de cordes et des accessoires du navire.
La galerie de la Marine comprend l’exposition « Convoi » sur la bataille de l’Atlantique, qui comprend le Livre du Souvenir de la marine marchande canadienne. Les monuments de la marine marchande canadienne et norvégienne se trouvent juste à l'extérieur du musée, ainsi qu'un terrain de jeu unique en forme de sous-marin pour enfants.
Le musée possède également une galerie d'exposition temporaire. Une exposition de 2009 intitulée Ship of Fate : The Tragic Voyage of the St. Louis a été la première exposition canadienne à explorer le voyage du navire Saint Louis en 1939 comportant 963 juifs allemands fuyant l'Allemagne nazie. Il est devenu le premier musée en Amérique du Nord à présenter une exposition sur la vie des marins gays en 2011, lors de la présentation de l'exposition Hello Sailor : Gay Life on the Ocean Waves, adaptée d'une exposition réalisée au Merseyside Maritime Museum de Liverpool, en Angleterre. L'exposition de 2012 explore les expériences des câbliers basés à Halifax qui ont récupéré la plupart des victimes du naufrage du Titanic.

## Navires
- Le CSS Acadia a servi de navire de recherche de 1913 à 1968 et de patrouille lors de la Première et de la Seconde Guerre mondiale.
- 70 petites embarcations exposées dans une galerie d'artisanat et de hangars à bateaux.
- Le musée conserve le ketch Elson Perry, le sloop Windekilda et le sloop Valkyrie de classe S.
- La goélette Hebridee II.

La corvette NCSM Sackville ne fait pas partie du Musée maritime de l'Atlantique, mais est conservée dans un bâtiment adjacent au musée l'été et collabore avec lui pour des explications concernant la Marine royale canadienne.

## Événements
L'emplacement du musée sur les quais d'Halifax a fait de lui le lieu de plusieurs événements publics importants. En plus d'être un arrêt de la plupart des campagnes électorales fédérales canadiennes, le musée a organisé des réunions lors du Sommet du G7 de 1995, ainsi qu'un événement commémoratif des Attentats du 11 septembre 2001 en 2006 auquel ont assisté le ministre des Affaires étrangères du Canada Peter MacKay et la secrétaire d'État américaine Condoleezza Rice Le Musée organise une commémoration annuelle de la bataille de l'Atlantique le premier dimanche de mai et une commémoration de la Marine marchande canadienne tous les 3 septembre.